# TV Rottenburg
TV 1861 Rottenburg e.V. – niemiecki męski klub siatkarski z miasta Rottenburg am Neckar. Obecnie występuje w najwyższej klasie rozgrywek klubowych (1. Bundeslidze). Od nazwy sponsora zespół przyjął nazwę EnBW TV Rottenburg.
Klub posiada również sekcje aikido, badmintona, fistballu, gimnastyki artystycznej, judo, koszykówki, lekkoatletyki, piłki ręcznej, sportów niepełnosprawnych, tenisa stołowego i wrotkarstwa.

## Historia

### Rozgrywki krajowe
| Sezon     | Rozgrywki     | Miejsce     |
| --------- | ------------- | ----------- |
| 2006/2007 | 1. Bundesliga | 10. miejsce |
| 2007/2008 | 2. Bundesliga | 1. miejsce  |
| 2008/2009 | 1. Bundesliga | 7. miejsce  |
| 2009/2010 | 1. Bundesliga | 5. miejsce  |

### Rozgrywki międzynarodowe
| Sezon     | Rozgrywki        | Miejsce |
| --------- | ---------------- | ------- |
| 2010/2011 | Puchar Challenge |         |

## Kadra w sezonie 2009/2010
- Pierwszy trener:  Hans Peter Müller-Angstenberger
- Drugi trener:  Karsten Haug

| Nr | Imię i nazwisko      | Data ur. | Wzrost | Pozycja      |
| -- | -------------------- | -------- | ------ | ------------ |
| 1  | Dirk Mehlberg        | 1985     | 189    | przyjmujący  |
| 3  | Michael Neumeister   | 1985     | 193    | rozgrywający |
| 5  | Hans Cipowicz        | 1989     | 203    | środkowy     |
| 6  | Marvin Klass         | 1988     | 187    | przyjmujący  |
| 7  | Thomas Kaczmarek     | 1986     | 191    | przyjmujący  |
| 8  | Simon Quenzer        | 1989     | 195    | przyjmujący  |
| 9  | Falko Steinke        | 1985     | 205    | atakujący    |
| 10 | Matthias Pompe       | 1984     | 198    | przyjmujący  |
| 11 | Waldemar Scherbakoff | 1988     | 188    | rozgrywający |
| 12 | Tibor Filo           | 1984     | 202    | środkowy     |
| 14 | Stefan Schneider     | 1980     | 200    | atakujący    |
| 15 | Willy Belizer        | 1985     | 184    | libero       |
| 18 | Thomas Ranner        | 1987     | 203    | środkowy     |